# Trattato di Salynas

Mappa dei Cavalieri teutonici (in rosa salmone) nel 1455 circa. La Samogizia (in rosa) separava i Cavalieri teutonici in Prussia dall'Ordine livoniano nel nord. Per la Lituania (in bordeaux) costituiva l'unico accesso al mar Baltico.

Il trattato di Salynas (in tedesco Frieden von Sallinwerder, in lituano Salyno sutartis) fu un trattato di pace firmato il 12 ottobre 1398 dal granduca di Lituania Vitoldo e il Gran maestro dell'Ordine teutonico Konrad von Jungingen. Fu firmato su un'isoletta del fiume Nemunas, probabilmente tra la Kulautuva e la foce del fiume Nevėžis. Era la terza volta, dopo il trattato di Königsberg (1384) e il trattato di Lyck (1390), che Vitoldo prometteva la Samogizia ai Cavalieri. Il territorio era importante per i Cavalieri perché separava fisicamente il ramo della Prussia dal ramo della Livonia. Fu la prima volta che i Cavalieri e Vitoldo cercarono di mettere in atto la cessione della Samogizia. Tuttavia, questo trattato non risolse le contese territoriali sulla Samogizia che si sono protratte fino al trattato di Melno nel 1422.

## Contesto storico
Quando il granduca di Lituania Jogaila sposò Edvige di Polonia e fu incoronato re di Polonia nel 1386, nominò il suo impopolare fratello Skirgaila come governatore della Lituania. Vitoldo colse l'opportunità di rinnovare la sua lotta al potere e cominciò la guerra civile lituana (1389-1392). Si alleò con i Cavalieri teutonici, promettendo loro la Samogizia. Tuttavia, Jogaila e Vitoldo si riconciliarono nel 1392 con la firma del trattato di Astrava. I Cavalieri, traditi da Vitoldo, invasero la Lituania nel 1394 e tennero Vilnius sotto assedio per tre settimane. Gli invasori furono sgominati dalle forze congiunte della Polonia e della Lituania, dimostrando così che le tradizionali incursioni non erano più efficaci contro la nuova alleanza polacco-lituana. Nel 1396 fu firmata una tregua tra i Cavalieri e Vitoldo. Vitoldo aveva bisogno di assicurare il suo fronte occidentale dato che stava pianificando una grande campagna contro l'Orda d'Oro, che risultò in una disastrosa sconfitta nella battaglia del fiume Vorskla del 1399.

## Trattato
Marquard von Salzbach, precedente prigioniero e amico di Vitoldo, aiutò a negoziare l'accordo. Un trattato preliminare fu firmato il 23 marzo 1398 a Hrodna; fu poi finalizzato a ottobre 1398. Secondo il trattato la Samogizia fu ceduta ai Cavalieri grossomodo fino al fiume Nevėžis, lasciando la foce del fiume nelle mani di Vitoldo. Per la prima volta l'Ordine ricevette anche una parte della Sudovia, un territorio quasi disabitato a nord e ad ovest del fiume Šešupė. Il trattato affermava che Velikij Novgorod sarebbe spettata a Vitoldo e Pskov ai Cavalieri. Vitoldo promise anche di aiutare i Cavalieri a costruire due nuovi castelli come risarcimento per i castelli che aveva bruciato nel 1392. I Cavalieri promisero di aiutare Vitoldo nella sua campagna contro i tatari. Il trattato garantiva anche la libertà di commercio. Sigismund Kęstutaitis e altri ostaggi tenuti dai Cavalieri dalla guerra civile furono liberati.
Durante le celebrazioni successive ai negoziati, durate una settimana, la nobiltà lituana proclamò Vitoldo come Re della Lituania. Mentre tale dichiarazione non aveva forza politica, era una risposta alle richieste di Edvige di Polonia di pagare le tasse alla Polonia. Mostrava anche la loro determinazione nel tenere il Granducato di Lituania separato dal Regno di Polonia nonostante l'unione di Krewo nel 1385. Tale proclamazione, che si conosce solo dalle cronache di Johann von Posilge, ha sollevato dubbi circa l'affidabilità per gli storici polacchi. Il trattato è noto tra gli storici lituani perché mostrava l'entità del potere di Vitoldo in Lituania: fece concessioni territoriali senza l'approvazione di Jogaila, che teoricamente era il Duca Supremo di Lituania.

## Conseguenze
L'Ordine tentò di prendere il controllo della Samogizia. Portarono molti ostaggi in Prussia e presentarono i nobili samogiziani con doni (lana, sale, abiti). Costruirono anche fortezze – una con l'aiuto di Vitoldo vicino al fiume Nevėžis e un'altra (chiamata Friedeburg) vicino Dubysa. I Cavalieri provarono a mantenere una relazione amichevole con Vitoldo, accogliendo con calore la moglie Anna durante il suo pellegrinaggio alla tomba di Dorotea di Montau e gli inviò doni. Tuttavia, presto emersero dissensi quando l'Ordine pretese il ritorno di circa 4000 contadini che fuggirono in Lituania. Vitoldo ribatté dicendo che erano liberi e avevano il diritto di scegliere dove vivere. Questo dissenso diventò poi una guerra.
Il trattato fu violato a marzo 1401 da Vitoldo, al quale fu assicurato il sostegno polacco per via della firma dell'unione di Vilnius e Radom a gennaio 1401. I samogiti organizzarono una ribellione locale, catturandp e bruciando i due nuovi castelli costruiti. Nell'agosto del 1401 i Cavalieri assaltarono Kaunas e Hrodna; a maggio 1402 i samogiziani bruciarono Klaipėda. Vitoldo si unì allo scontro nel 1402 attaccando Raudondvaris (Gotteswerder). Il fratello di Jogaila, Švitrigaila, si unì al conflitto a favore dei Cavalieri teutonici perché aveva rivendicato il trono del Granducato di Lituania. Confermò il trattato di Salynas in cambio dell'assistenza militare dell'Ordine.
Quando nessuno dei due schieramenti potesse ottenere la vittoria decisiva e Vitoldo desiderava concentrarsi sui problemi a Smolensk, il 22 maggio 1404 fu firmato il trattato di Raciąż, che rispecchiava il trattato di Salynas, ma non risolse le contese. La seconda rivolta della Samogizia nel 1409 portò alla battaglia di Grunwald del 1410.